# Милош Зубац
Милош Зубац (Нови Сад, 10. фебруар 1976) српски је кантаутор и књижевник.

## Биографија
Одрастао је и школовао се у Новом Саду, где је докторирао српску књижевност на Филозофском факултету.
Скоро двадесет година водио је групу Пркос Друмски, са којом је објавио осам албума. Суоснивач је регионалног кантауторског и песничког колектива Нови Одметници. Зубац је уметнички директор регионалног музичког и песничког фестивала Поезика.
Зупчев албум Манастири тематски се бави манастирима Фрушке горе и Војводине, док се албум Косовске бави српским духовним наслеђем на Косову и Метохији.
Заједно с Миланом Кораћем објавио је албуме Спектакл и Сербиа. С Немањом Нешићем покренуо је едицију музичких издања „Јучерашњи свет”.
Поезија и проза  преведени су му на неколико страних језика.
Члан је Удружења за културу, уметност и међународну сарадњу „Адлигат”.
Значајан утицај на Зупчево стваралаштво има музика Леонарда Коена.
Ожењен је и има двоје деце. Брат Владимир Зубац је фотограф а отац му је српски песник Перо Зубац, чије текстове често претвара у музичке нумере.

## Књиге
- Вилиндар, 2001.
- Поезика, 2003.
- Дуали, збирка прозаида и цртежа, коаутор с Данилом Вуксановићем, 2007.
- Flor Y Canto, 2008.
- Молитве Десанке Максимовић, 2008.
- Сигурност ватре, 2013.[9]
- Поетика Душка Трифуновића, 2013.
- Краљ на киши, 2017.
- Резервна култура, 2017.[10]
- Повратници у љубав, 2021.
- Четврта земља, 2022.

## Дискографија
- Мале песме за Драгану, с Невјерним Томом, 2018.[11]
- Манастири, 2019.[11]
- Косовске, 2020.[11]
- Хазарске, 2020.[11]
- Паралеле I, 2021.
- Паралеле II, 2021.
- Дуг траг кочења (Ревизија), 2022.
- Живот ван Завета, 2023.

Пркос Друмски
- Слика (2004)
- Време испред нас (2007)
- Јесење лишће (2010)
- Алхемија (2012)
- Светлост и пустота (2013)
- Немир света (2014)
- Ми смо се већ срели (2015)
- Нина (2019)

С Миланом Кораћем
- Спектакл, 2014.[12]
- Сербиа, 2019.[13][14]